# Мантика (Калифорнија)
Мантика (енгл. Manteca) град је у америчкој савезној држави Калифорнија. По попису становништва из 2010. у њему је живело 67.096 становника.

## Демографија
Према попису становништва из 2010. у граду је живело 67.096 становника, што је 17.838 (36,2%) становника више него 2000. године.
| Група             | 2000.          | 2010.          |
| Белци             | 31.556 (64,1%) | 31.476 (46,9%) |
| Афроамериканци    | 1.406 (2,9%)   | 2.869 (4,3%)   |
| Азијати           | 1.733 (3,5%)   | 4.780 (7,1%)   |
| Хиспаноамериканци | 12.363 (25,1%) | 25.317 (37,7%) |
| Укупно            | 49.258         | 67.096         |